# KDLT-Sendemast
Der KDLT-Sendemast ist ein 609,6 Meter hoher abgespannter Sendemast für Ultrakurzwellen und Fernsehen in Rowena, South Dakota, USA. Der KDLT-Sendemast wurde 1998 fertiggestellt und ist Eigentum der Gray Media Group, Inc.